# Nhà nước Liên bang Trung Quốc mới
Nhà nước Liên bang Trung Quốc mới (tiếng Trung: 新中国联邦; Hán-Việt: Tân Trung Quốc Liên bang; tiếng Anh: New Federal State of China), còn được gọi là Liên bang Trung Quốc hay Tân Liên bang Trung Quốc, là một chính phủ lưu vong tự xưng của Trung Quốc do Quách Văn Quý và Stephen Bannon thành lập. Nhà nước này được công bố vào tháng 6 năm 2020 bằng các biểu ngữ kéo sau máy bay cánh quạt trên bầu trời các đô thị ở Hoa Kỳ bao gồm Thành phố New York. Cựu danh thủ bóng đá Trung Quốc Hác Hải Đông đã tham dự sự kiện tuyên ngôn thành lập nhà nước, cùng với vợ ông, ngôi sao quần vợt đã giải nghệ Diệp Chiêu Dĩnh. Việc thông báo khai sinh nhà nước này được sắp đặt diễn ra trùng với dịp kỷ niệm Sự kiện Thiên An Môn, với mục tiêu duy nhất được nó mô tả là nhằm "lật đổ chính phủ Trung Quốc".
Một người phát ngôn của Bộ Ngoại giao Trung Quốc, khi được phóng viên hỏi về vấn đề này, đã đáp lại rằng: "Với những tuyên bố lố bịch, với trò hề này, tôi chẳng buồn trả lời."